# Doença de Aujeszky
A Doença de Aujeszky, também conhecida como pseudo-raiva, é uma enfermidade que acomete suídeos acarretando grandes prejuízos nas indústrias. Causada por um vírus, espalha-se rapidamente pelos rebanhos, matando leitões e diminuindo o ganho de peso de animais adultos. Pode provocar abortos e latência.

## Agente etiológico
O vírus da Doença de Aujesky, denominado Herpesvírus Suídeo 1 (SHV-1), é um herpesvírus da família Alphaherpesviridae. Seu genoma é composto por DNA de fita dupla. O capsídeo viral é envolto por um envelope que torna o vírus bastante suscetível a solventes orgânicos. É o mesmo vírus causador da rinotraqueite infecciosa bovina (IBR).

## Sintomas clínicos
Os sintomas clínicos são principalmente neurológicos em animais mais jovens, levando a maioria ao falecimento. Entre os sintomas estão: inapetência, convulsões, febre, depressão.
Os animais adultos sofrem sintomas principalmente respiratórios, dificilmente falecendo. Perdem peso, mas podem recuperá-lo após o desaparecimento dos sintomas.
É uma doença que apresenta sinais idade dependentes, sendo mais severa quanto mais jovem o animal. Tal fato poderá ser oriunda da multiplicação do vírus ocorrer também a nível do timo, encontrado com facilidade nos jovens, uma vez que no adulto está involuído.

## Dormência
O SHV-1 tem a característica de entrar em estado de latência. isto significa que o animal continuará como portador do vírus pelo restante de sua vida, podendo eliminá-lo em casos de baixa imunológica, algumas vezes desencadeada por stress.

## Outras espécies
O SHV-1 pode acometer outras espécies, porém essas não são importantes para a epidemiologia do vírus. Os animais acometidos sofrem sintomas neurológicos iniciados com um prurido que pode levar a auto-flagelação. Morrem em cerca de 3 dias após a infecção.